# Psiadia
 Psiadia  Jacq., 1797 è un genere di piante angiosperme dicotiledoni della famiglia delle Asteraceae, sottofamiglia Asteroideae, tribù Astereae (Bellis lineage) e sottotribù Grangeinae.

## Etimologia
Il nome scientifico del genere è stato definito dal botanico Nicolaus Joseph von Jacquin (1727-1817) nella pubblicazione " Plantarum Rariorum Horti Caesarei Schoenbrunnensis Descriptiones et Icones. Vienna, London" ( Pl. Rar. Hort. Schoenbr. 2: 13, t. 152 ) del 1797.

## Descrizione

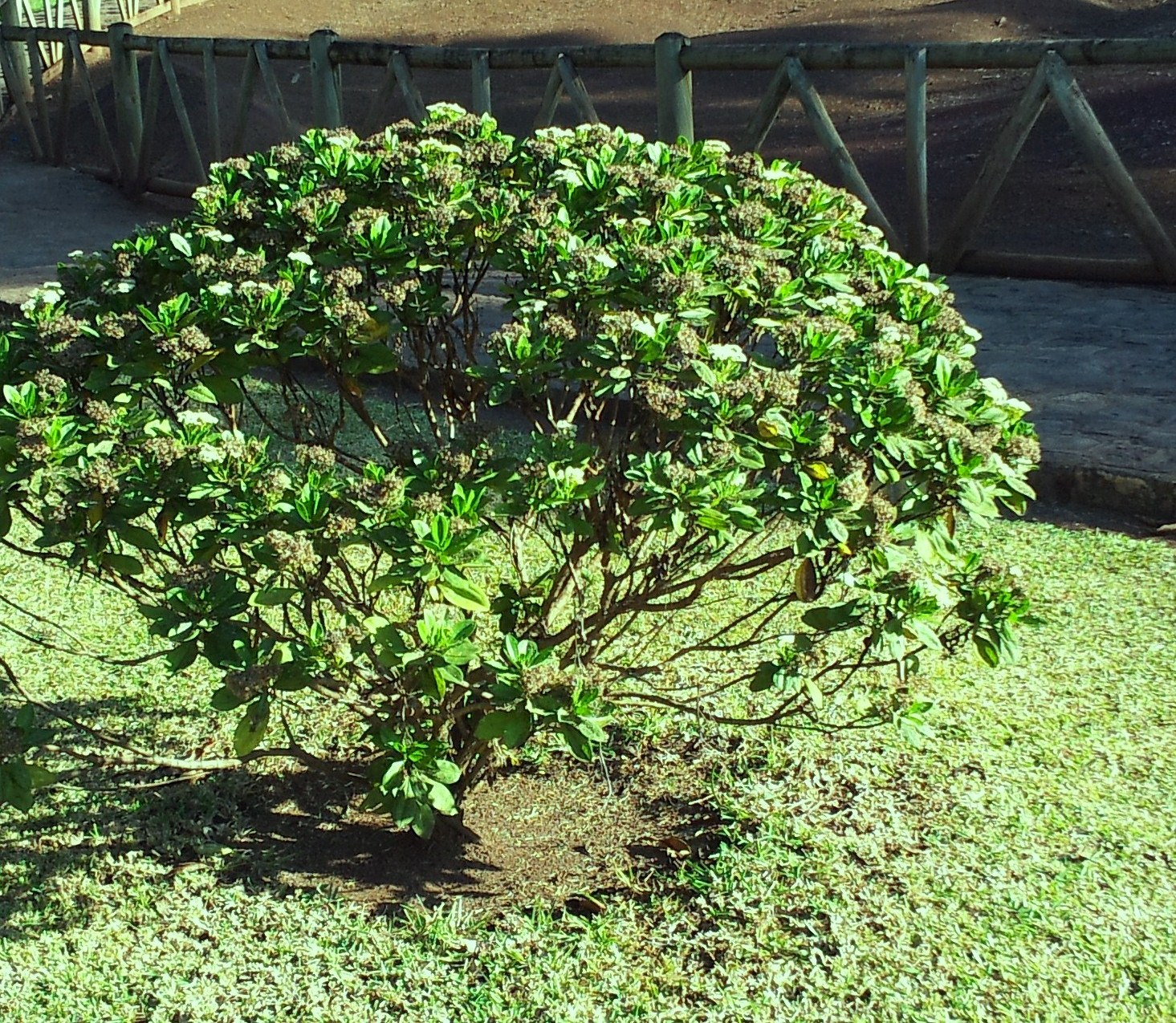
Il portamento
Psiadia arguta

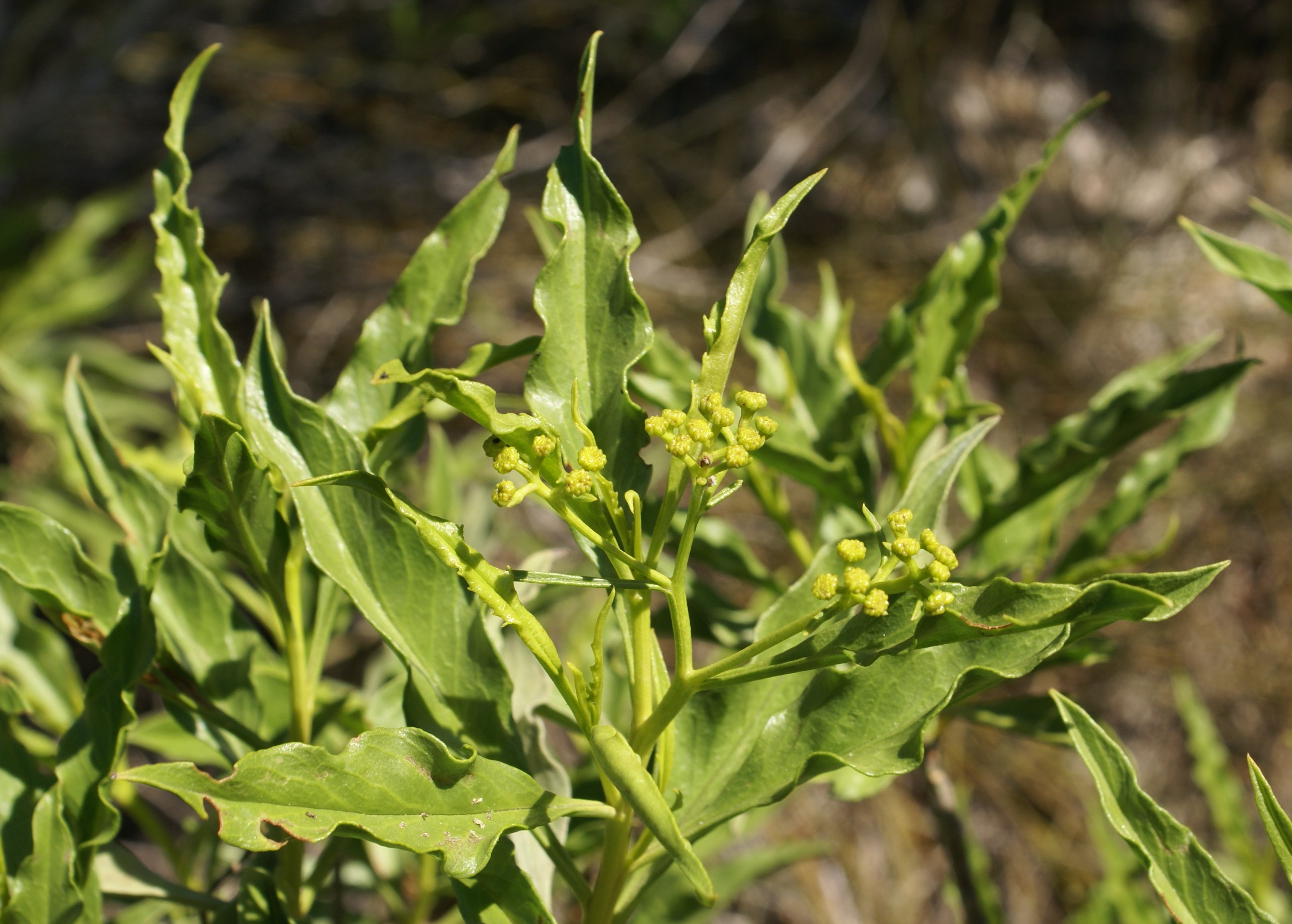
Le foglie
Psiadia altissima

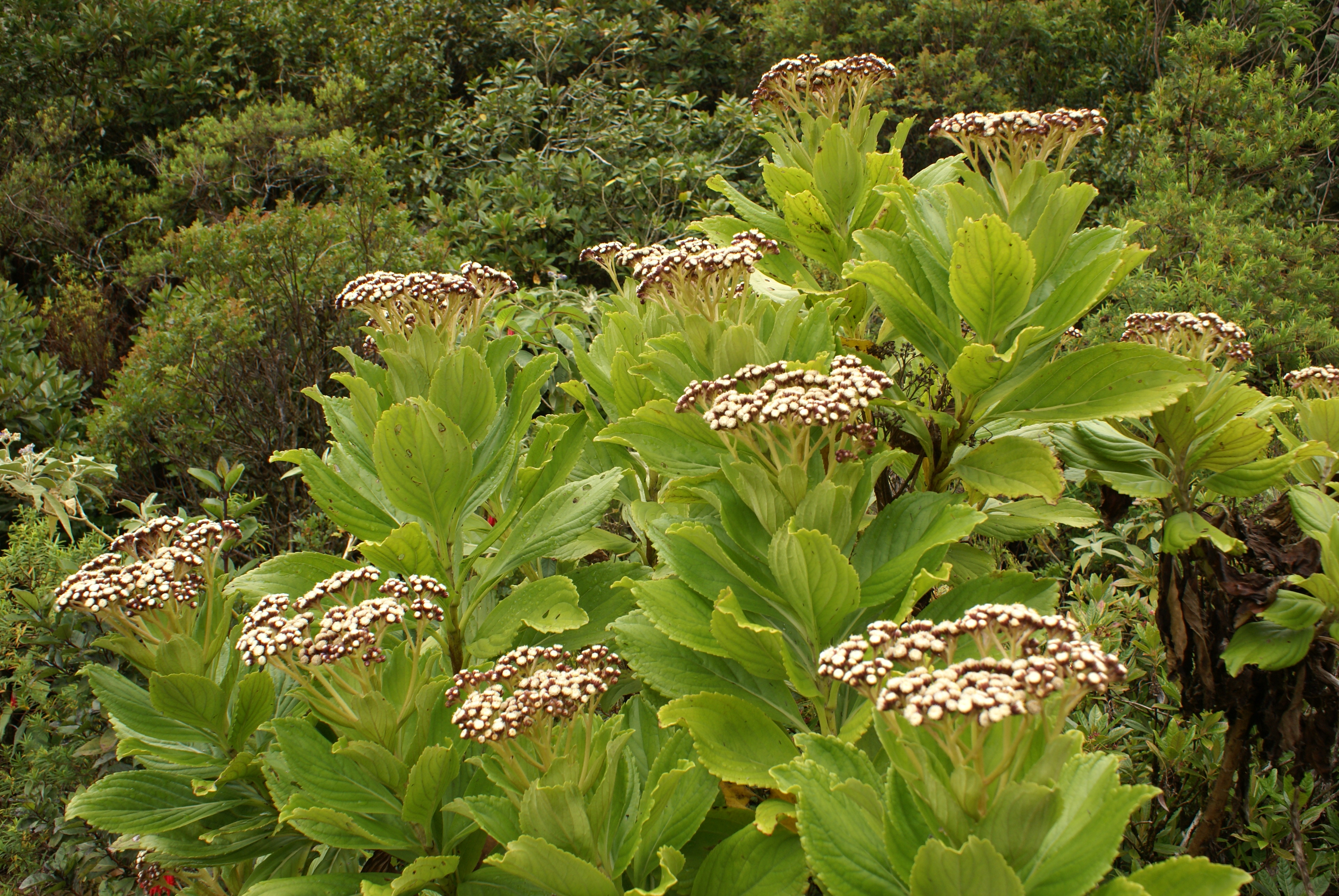
Infiorescenza
Psiadia boivinii

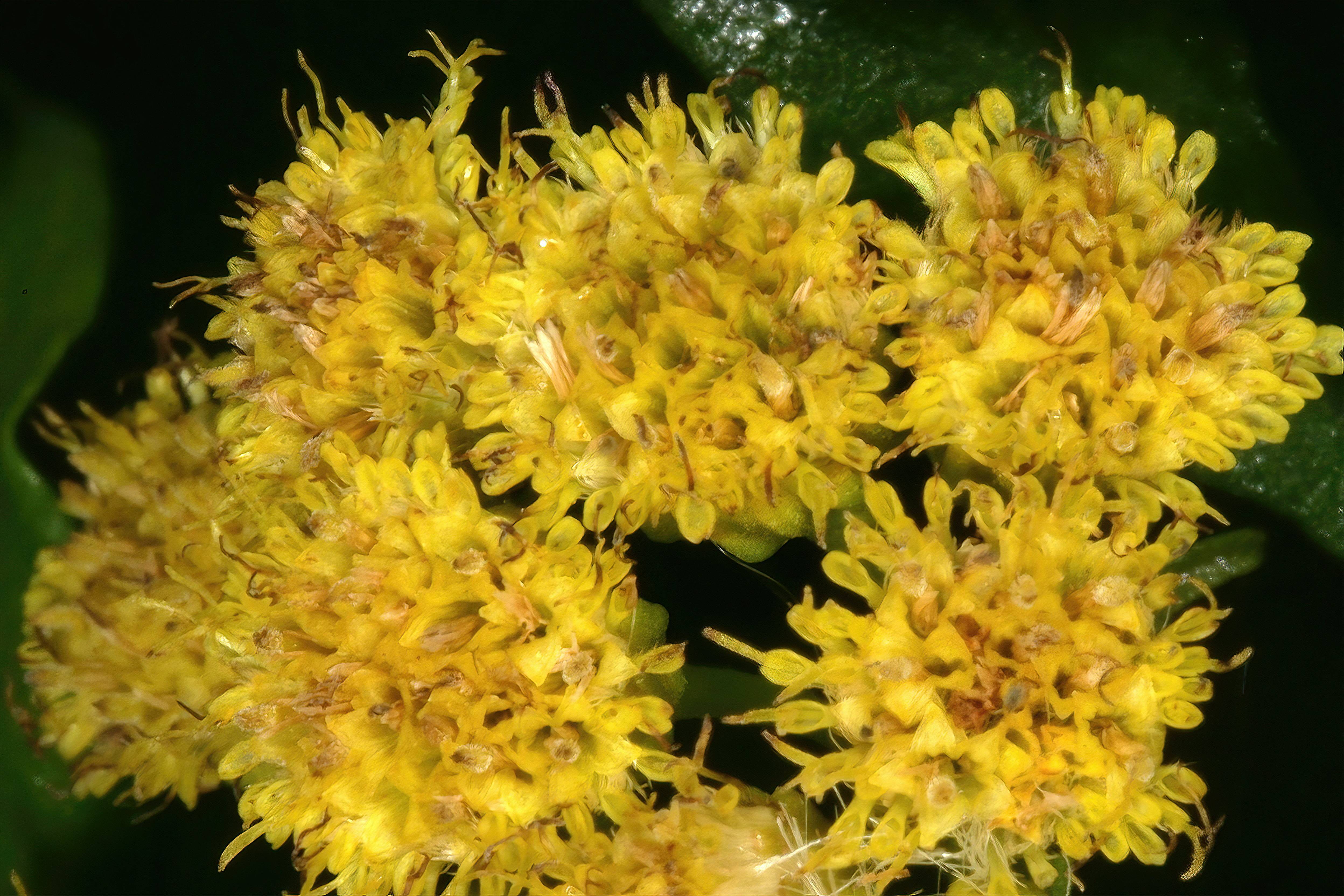
I fiori
Psiadia punctulata

Portamento. Le specie di questo genere hanno un habitus di tipo arbustivo con superfici glabre o pubescenti.
Fusto. La parte aerea è eretta, semplice o ramosa. Gli steli possono essere da glabri a glabri-viscidi o densamente tomentosi.
Foglie. Le foglie sono disposte in modo alternato e sono picciolate. La lamina varia oblunga-ellittica a lanceolata. Gli apici sono da acuminati a mucronati. I brodi sono da interi a seghettati. Le venature sono pennate.
Infiorescenza. Le sinflorescenze sono composte da diversi capolini raccolti in formazioni corimbose. Le infiorescenze vere e proprie sono composte da un capolino terminale peduncolato di tipo disciforme. I capolini sono formati da un involucro, con forme emisferiche, composto da diverse brattee, al cui interno un ricettacolo fa da base ai fiori di due tipi: fiori del raggio e fiori del disco. Le brattee, non carenate, con forme da oblunghe a lanceolate, con apici ottusi, con margini da membranosi a ialini e a consistenza erbacea, sono disposte in modo più o meno embricato e scalato su 3 - 4 serie. Il ricettacolo, fimbriato, a protezione della base dei fiori è fornito da minute pagliette; la forma piano-convessa. I peduncoli sono lunghi 2 cm.
Fiori.  I fiori sono tetra-ciclici (formati cioè da 4 verticilli: calice – corolla – androceo – gineceo) e pentameri (calice e corolla formati da 5 elementi). Si distinguono in:
- fiori del raggio (esterni): sono femminili e sono disposti su poche serie; la forma è ligulata (zigomorfa);
- fiori del disco (centrali): sono più numerosi con forme brevemente tubulose (attinomorfe); sono funzionalmente maschili.

- Formula fiorale:

*/x K {\displaystyle \infty }, [C (5), A (5)], G 2 (infero), achenio
- Calice: i sepali del calice sono ridotti ad una coroncina di squame.

- Corolla: 
  - fiori del raggio: la forma della corolla alla base è più o meno tubulare, mentre all'apice le ligule sono appena sporgenti con 2 - 5 lobi; il colore è giallo;
  - fiori del disco: la forma è tubulare strettamente imbutiforme, terminante in 4 - 5 lobi deltati, eretto-patenti; il colore è giallo.

- Androceo: l'androceo è formato da 5 stami sorretti da filamenti generalmente liberi; gli stami sono connati e formano un manicotto circondante lo stilo; le teche (produttrici del polline) alla base sono troncate e sono lievemente auricolate (molto raramente sono speronate o hanno una coda); le appendici apicali delle antere hanno delle forme piatte e lanceolate; il tessuto endoteciale (rivestimento interno dell'antera) è quasi sempre polarizzato (con due superfici distinte: una verso l'esterno e una verso l'interno). Il polline è sferico con un diametro medio di circa 25 micron;  è tricolporato (con tre aperture sia di tipo a fessura che tipo isodiametrica o poro) ed è echinato (con punte sporgenti).[9][11]

- Gineceo: l'ovario è infero uniloculare formato da 2 carpelli.[5] Lo stilo (il recettore del polline) è profondamente bifido (con due stigmi divergenti) e con le linee stigmatiche marginali separate.[12] I due bracci dello stilo hanno una forma deltoide e possono essere papillosi o ricoperti da ciuffi di peli.

Frutti. I frutti sono degli acheni con pappo; in alcune specie è presente un certo dimorfismo (gli acheni dei fiori del raggio differiscono dagli acheni dei fiori del disco);
- achenio: gli acheni (dei fiori fertili del raggio), con forme strettamente spiralate e scarsamente compresse, hanno 3 - 6 nervature (o coste) laterali; gli acheni dei fiori del disco sono minuti; la parete dell'achenio è formata da celle contenenti rafidi ma prive di fitomelanina; il carpoforo normalmente è anulare; le setole talvolta hanno delle punte a forma di ancora;
- pappo: il pappo, persistente, è formato da setole disposte su una serie; sono connate alla base.

## Biologia
Impollinazione: l'impollinazione avviene tramite insetti (impollinazione entomogama tramite farfalle diurne e notturne).

Riproduzione: la fecondazione avviene fondamentalmente tramite l'impollinazione dei fiori (vedi sopra).

Dispersione: i semi (gli acheni) cadendo a terra sono successivamente dispersi soprattutto da insetti tipo formiche (disseminazione mirmecoria). In questo tipo di piante avviene anche un altro tipo di dispersione: zoocoria. Infatti gli uncini delle brattee dell'involucro (se presenti) si agganciano ai peli degli animali di passaggio disperdendo così anche su lunghe distanze i semi della pianta. Inoltre per merito del pappo il vento può trasportare i semi anche a distanza di alcuni chilometri (disseminazione anemocora).

## Distribuzione e habitat
Le specie di questo genere sono distribuite in Africa orientale e meridionale, Penisola Arabica e India.

## Sistematica
La famiglia di appartenenza di questa voce (Asteraceae o Compositae, nomen conservandum) probabilmente originaria del Sud America, è la più numerosa del mondo vegetale, comprende oltre 23.000 specie distribuite su 1.535 generi, oppure 22.750 specie e 1.530 generi secondo altre fonti (una delle checklist più aggiornata elenca fino a 1.679 generi). La famiglia attualmente (2021) è divisa in 16 sottofamiglie; la sottofamiglia Asteroideae è una di queste e rappresenta l'evoluzione più recente di tutta la famiglia.

### Filogenesi
La tribù Astereae (una delle 21 tribù della sottofamiglia Asteroideae) comprende circa 40 sottotribù. In base alle ultime ricerche nella tribù sono stati individuati (provvisoriamente) 5 principali lignaggi:
- Basal grade: include alcuni generi isolati, il gruppo "South American-Oceania",  alcune sottotribù africane e il gruppo dei generi legnosi del Madagascar.
- Bellis lineage: comprende le sottotribù eurasiatiche e una sottotribù africana.
- Aster lineage: include i generi asiatici di Asterinae e i principali gruppi dell'Australia e dell'Oceania.
- Baccharis lineage: include alcuni gruppi sudamericani.
- North American lineage: include la vasta gamma di sottotribù del Nordamerica, Messico e alcuni gruppi distribuiti nel Sudamerica.

Il genere  Psiadia (insieme alla sottotribù Grangeinae) è incluso nel lignaggio "Bellis lineage" relativo agli areali dell'Africa, Madagascar e Asia sud-est. La sottotribù Grangeinae è divisa in tre gruppi: un gruppo eterogeneo, uno denominato "Psiadia group" e alcuni taxa Incertae sedis. Il genere di questa voce è incluso nel "Psiadia group".
Alcune ricerche relative all'areale dell'Africa orientale, Madagascar e delle Isole dell’Oceano Indiano supportano per una origine africana del genere, ma anche un forte sostegno per la non monofilia dello stesso. Sono stati individuati due eventi dispersivi che hanno generato due cladi separati. Nidificati tra i due cladi si trovano alcuni taxa dei generi Nidorella, Grangea, Eschenbachia e altri.
Si propone inoltre si includere nel presente genere la specie Sarcanthemum coronopus Cass. con il nome di Psiadia coronopus (Lam.) Balf. f.
I caratteri distintivi del genere sono:
- le venature delle foglie sono pennate;
- i fiori del raggio sono disposti su parecchie serie;
- il pappo è formato da corte setole connate alla base.

### Elenco delle specie
Questo genere ha 64 specie:
A - B - C
- Psiadia agathaeoides (Cass.) Humbert
- Psiadia ageratoides (DC.) G.L.Nesom
- Psiadia alticola  Humbert
- Psiadia altissima (DC.) Benth. & Hook.f. ex B.D.Jacks.
- Psiadia amygdalina   Cordem.
- Psiadia anchusifolia   Cordem.
- Psiadia angustifolia (Humbert) Humbert
- Psiadia argentea   Cordem.
- Psiadia arguta   Voigt
- Psiadia aspera   Cordem.
- Psiadia boivinii   B.L.Rob.
- Psiadia cacuminum (Humbert) Humbert
- Psiadia callocephala   Cordem.
- Psiadia canescens   A.J.Scott
- Psiadia cataractae   A.J.Scott
- Psiadia ceylanica (Arn.) Grierson
- Psiadia coarctata (Humbert) Humbert
- Psiadia coursii  Humbert

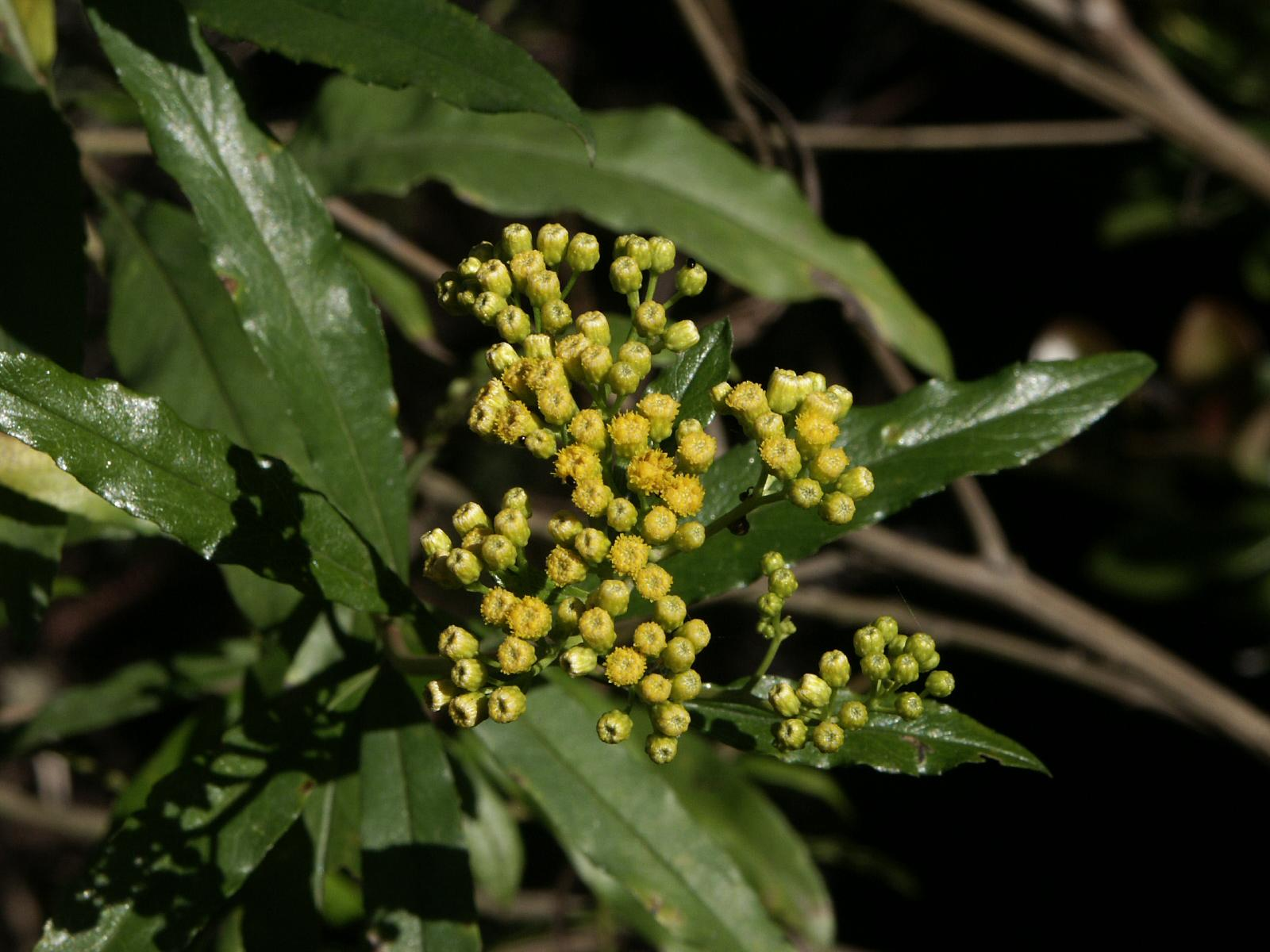
Psiadia altissima
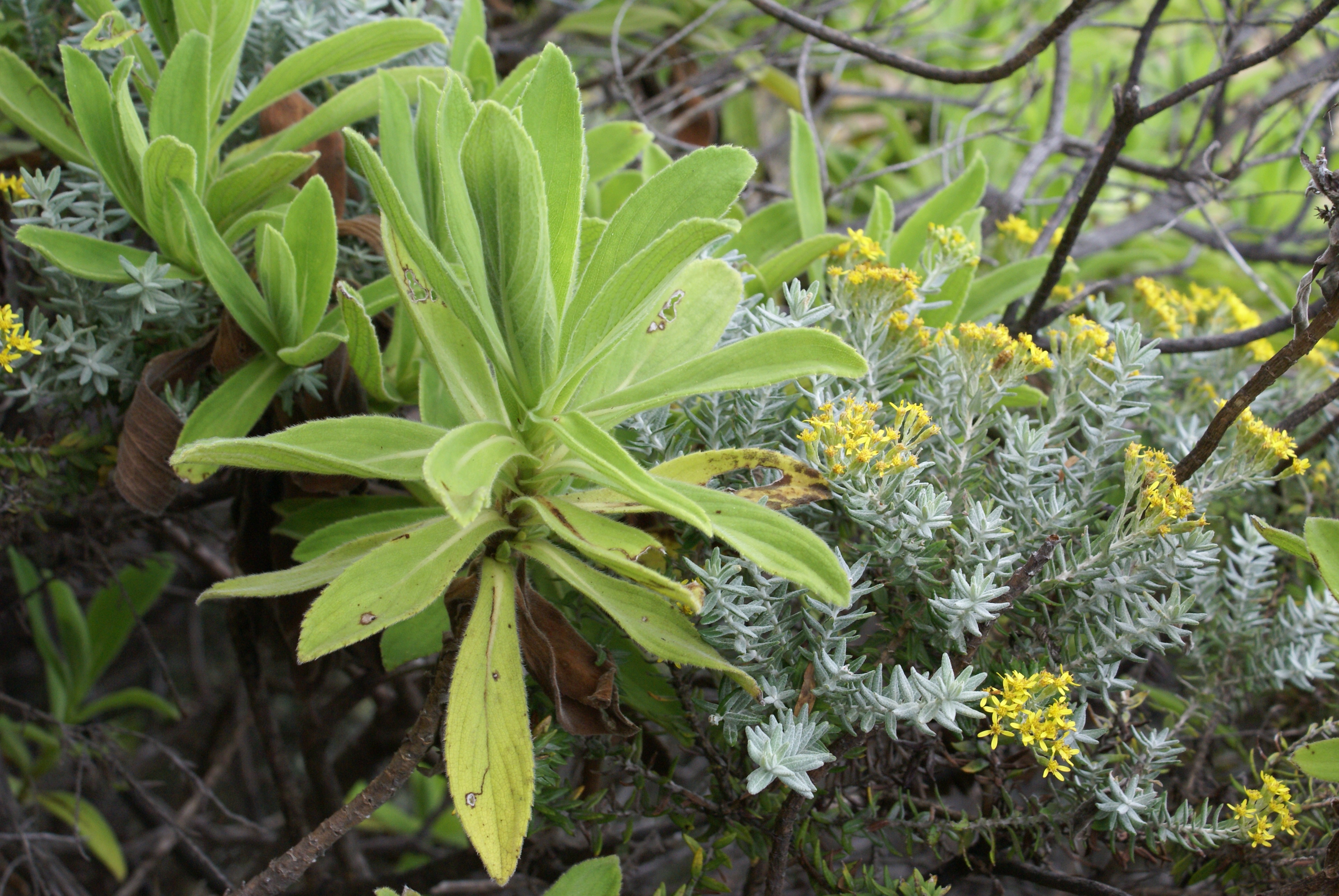
Psiadia anchusifolia
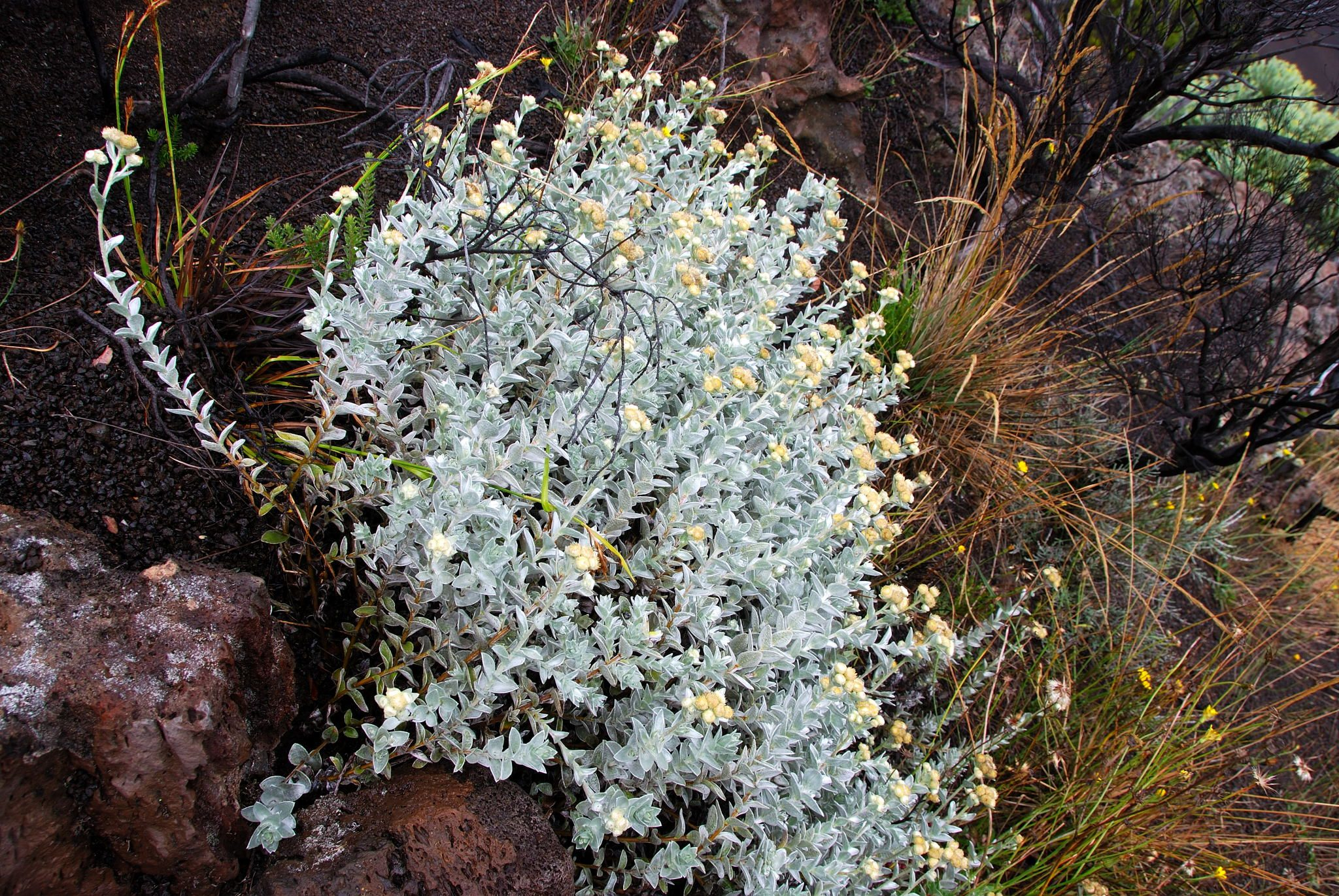
Psiadia argentea
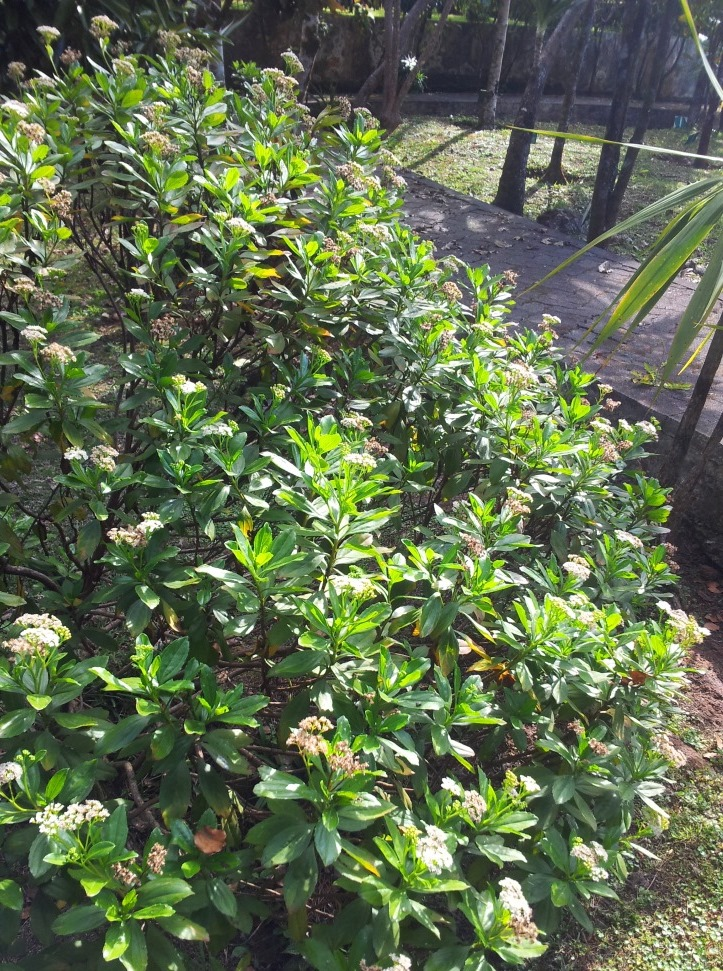
Psiadia arguta
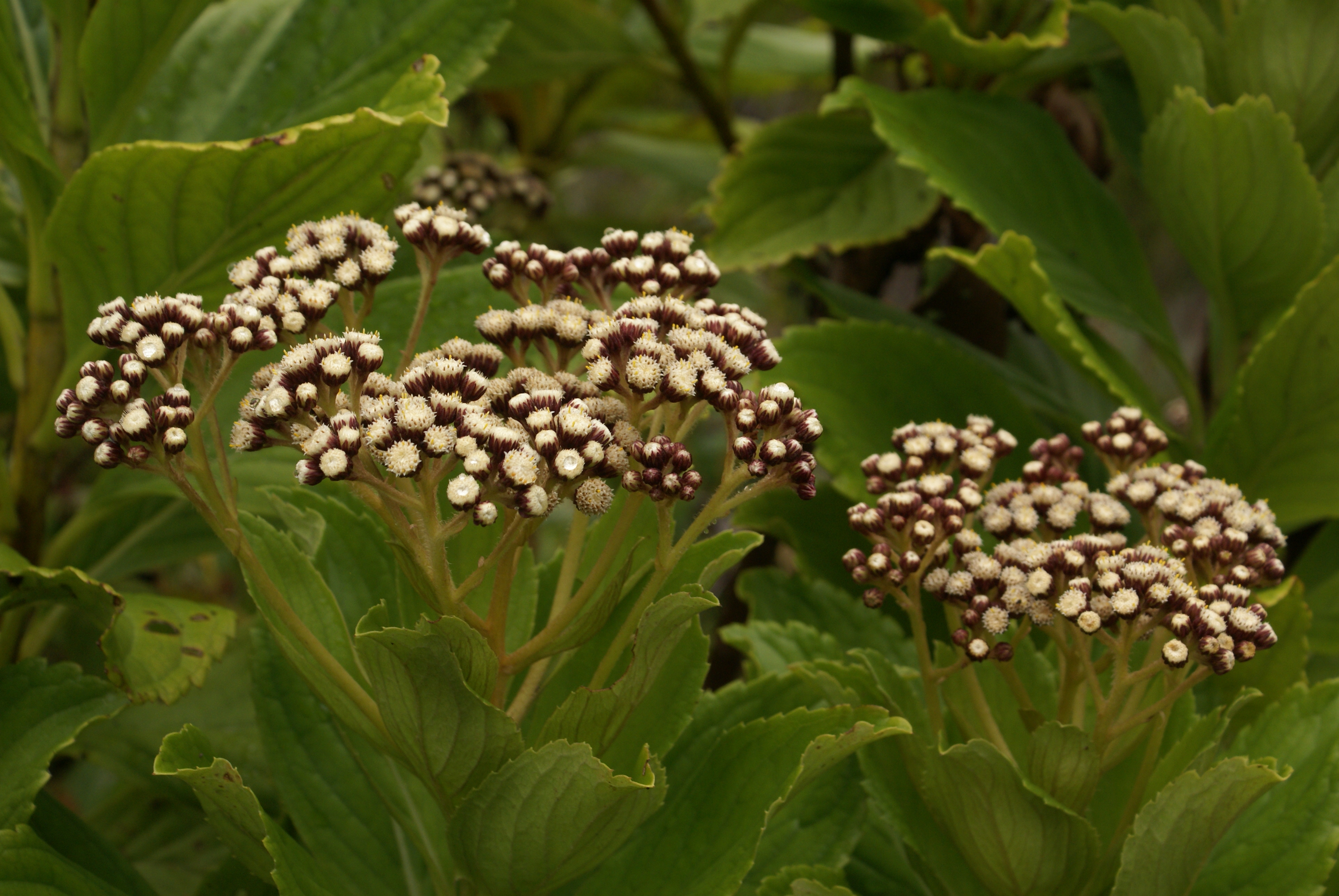
Psiadia boivinii
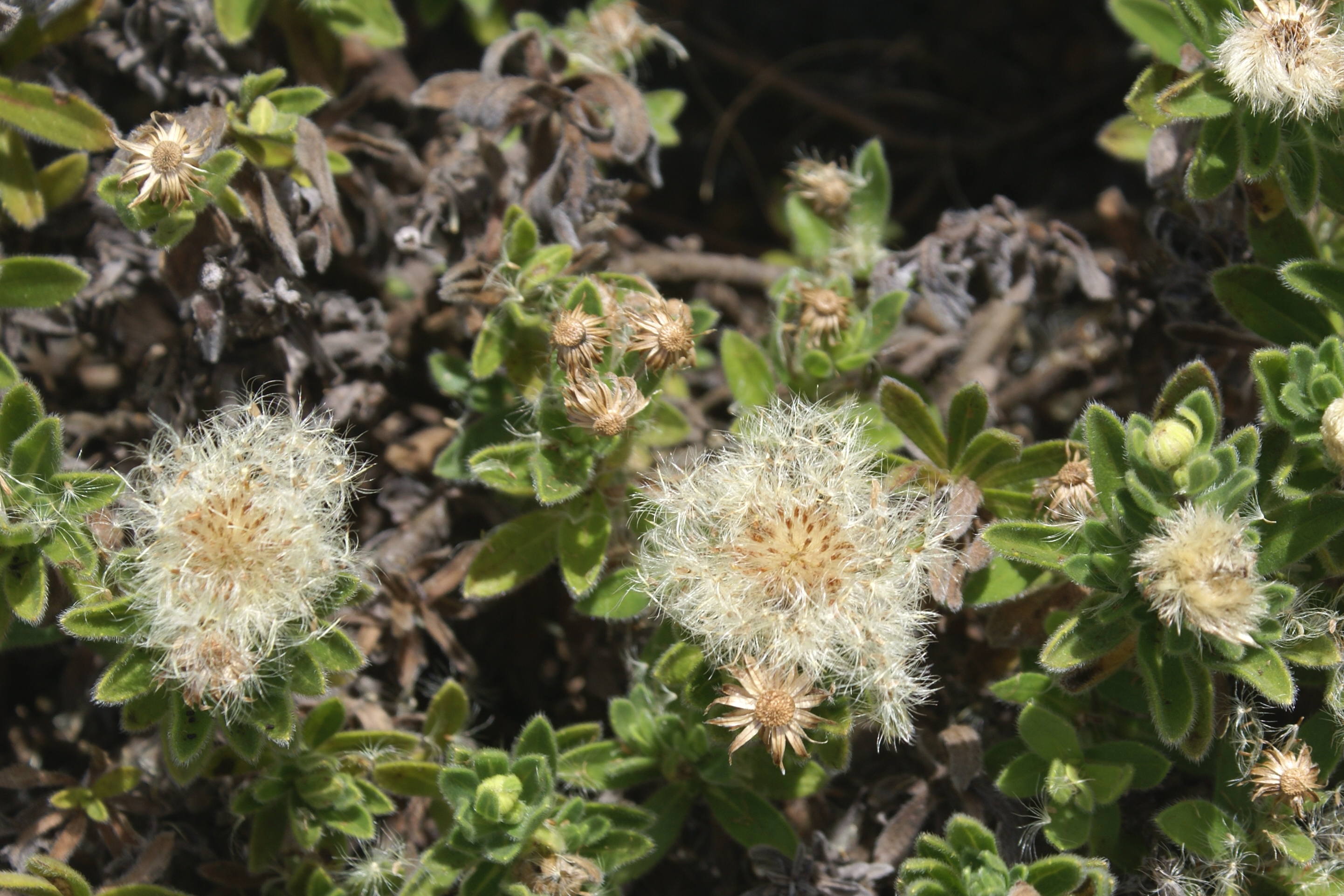
Psiadia callocepahala

D - F - G - H
- Psiadia decaryi  Humbert
- Psiadia dentata (Cass.) DC.
- Psiadia depauperata  Humbert
- Psiadia dimorpha  Humbert
- Psiadia dracaenifolia  Humbert
- Psiadia flavocinerea  Humbert
- Psiadia glutinosa   Jacq.
- Psiadia godotiana  Humbert
- Psiadia grandidentata   Steetz
- Psiadia hendersoniae   S.Moore
- Psiadia hispida   Benth. & Hook.f.
- Psiadia humilis (Humbert) G.L.Nesom

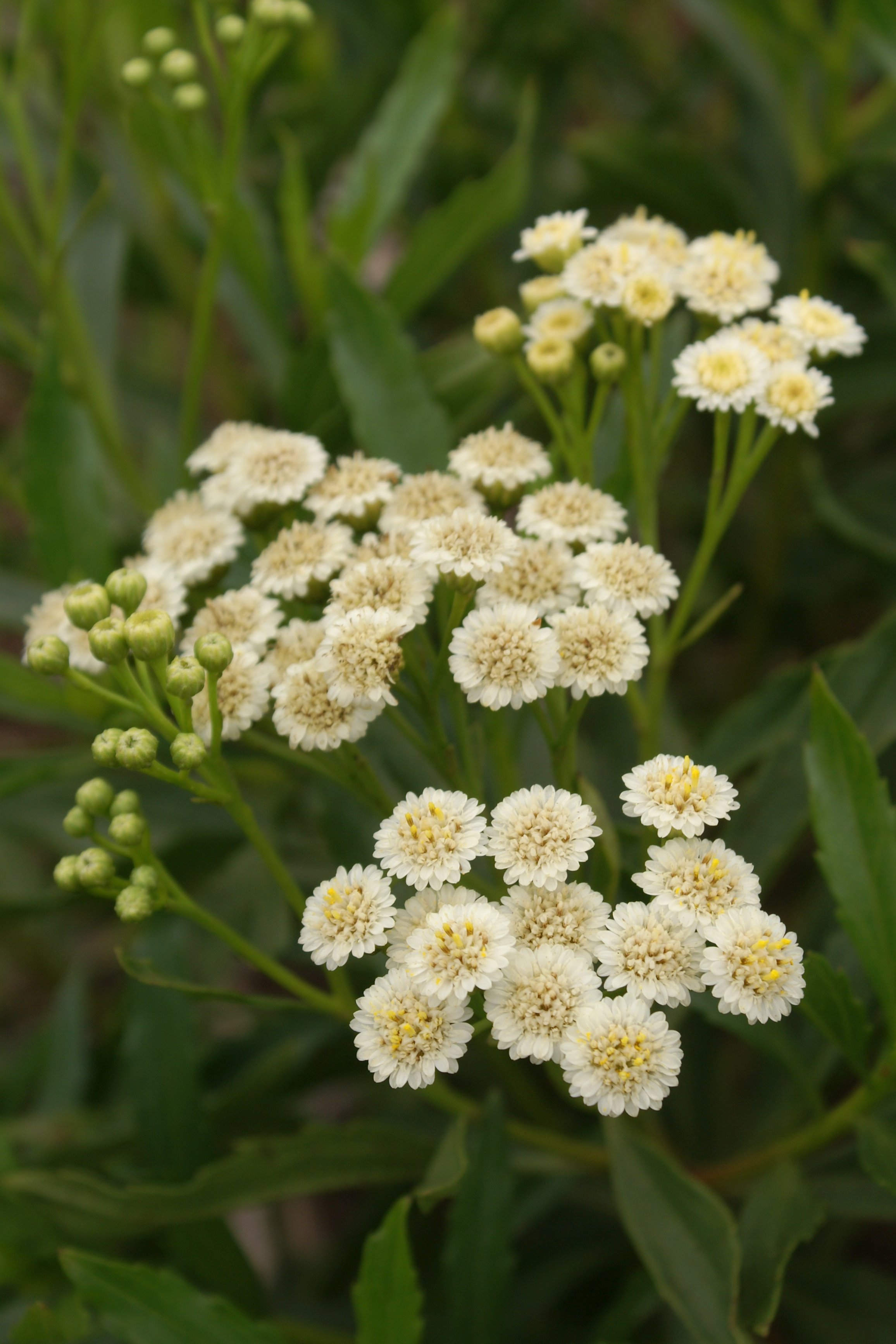
Psiadia dentata

I - L - M - N - P
- Psiadia inaequidentata  Humbert
- Psiadia incana   Oliv. & Hiern
- Psiadia insignis   Cordem.
- Psiadia laurifolia   Cordem.
- Psiadia leucophylla  Humbert
- Psiadia lithospermifolia   Cordem.
- Psiadia lucida (Cass.) Drake
- Psiadia marojejyensis (Humbert) Humbert
- Psiadia mauritiana   A.J.Scott
- Psiadia melastomoides (Lam.) A.J.Scott
- Psiadia minor   Steetz
- Psiadia mollissima   O.Hoffm.
- Psiadia montana (Cordem.) Cordem.
- Psiadia nigrescens  Humbert
- Psiadia pascalii   Labat & Beentje
- Psiadia penninervia   DC.
- Psiadia pollicina   A.J.Scott
- Psiadia pseudonigrescens   Buscal. & Muschl.
- Psiadia punctulata   Vatke

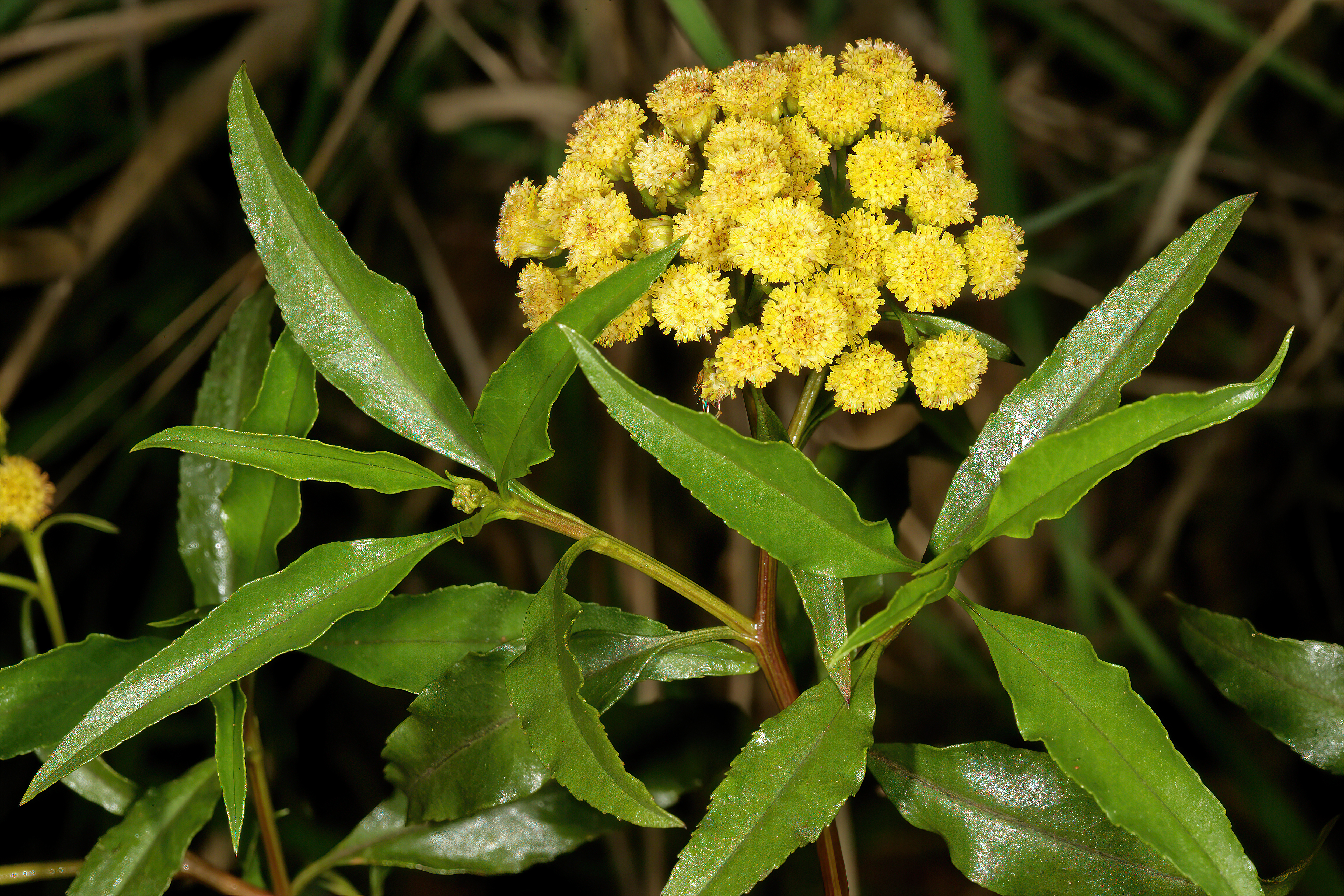
Psiadia punctulata

Q - R - S - T - V
- Psiadia quartziticola  Humbert
- Psiadia retusa   DC.
- Psiadia rivalsii   A.J.Scott
- Psiadia rodriguesiana   Balf.f.
- Psiadia salaziana   Cordem.
- Psiadia salviifolia   Baker
- Psiadia schweinfurthii   Balf.f.
- Psiadia sericea   Cordem.
- Psiadia serrata (Humbert) Humbert
- Psiadia tanala  Humbert
- Psiadia tardieuana  Humbert
- Psiadia terebinthina   A.J.Scott
- Psiadia tsaratananensis  Humbert
- Psiadia vestita  Humbert
- Psiadia viscosa (Lam.) A.J.Scott

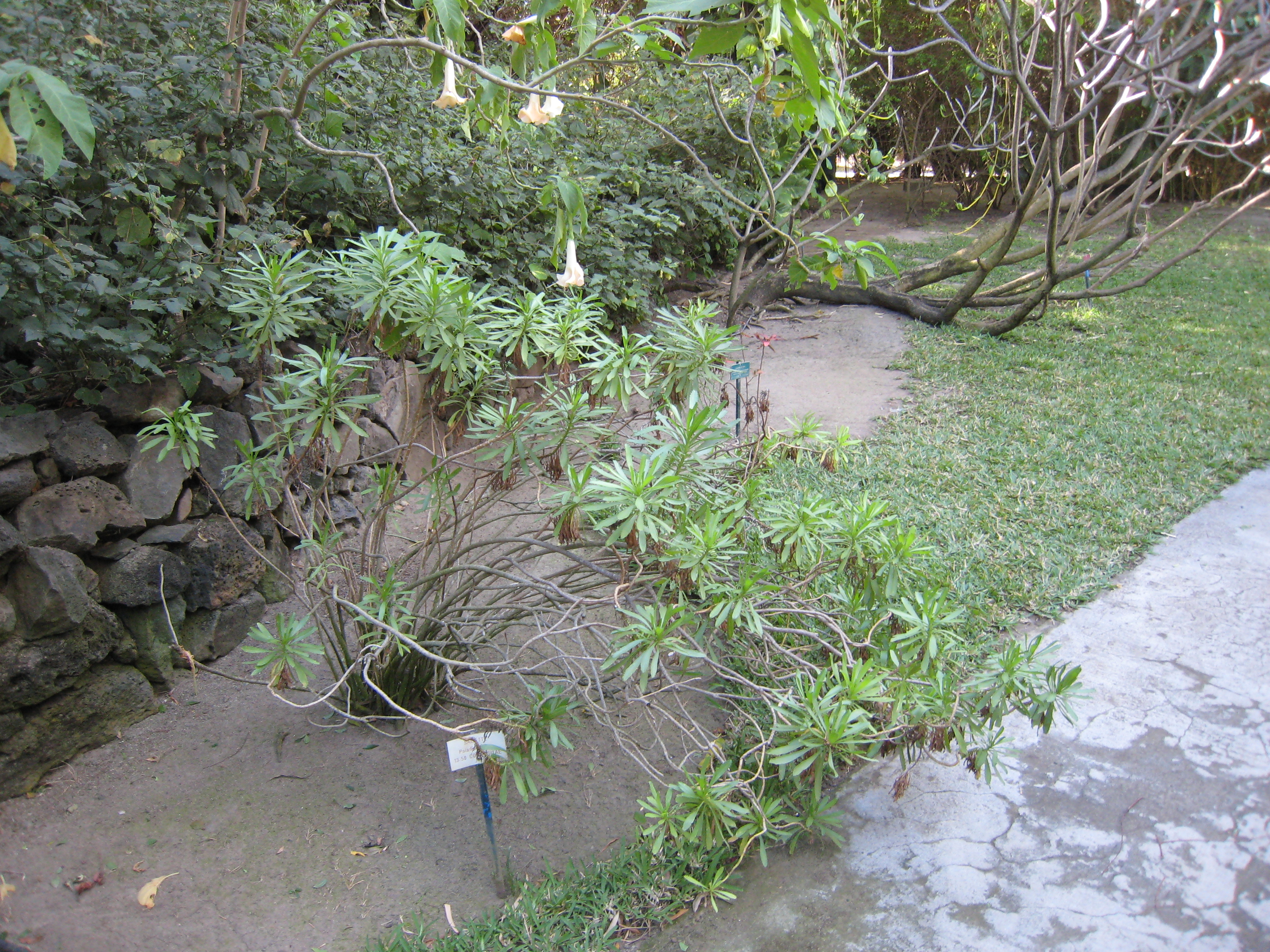
Psiadia retusa
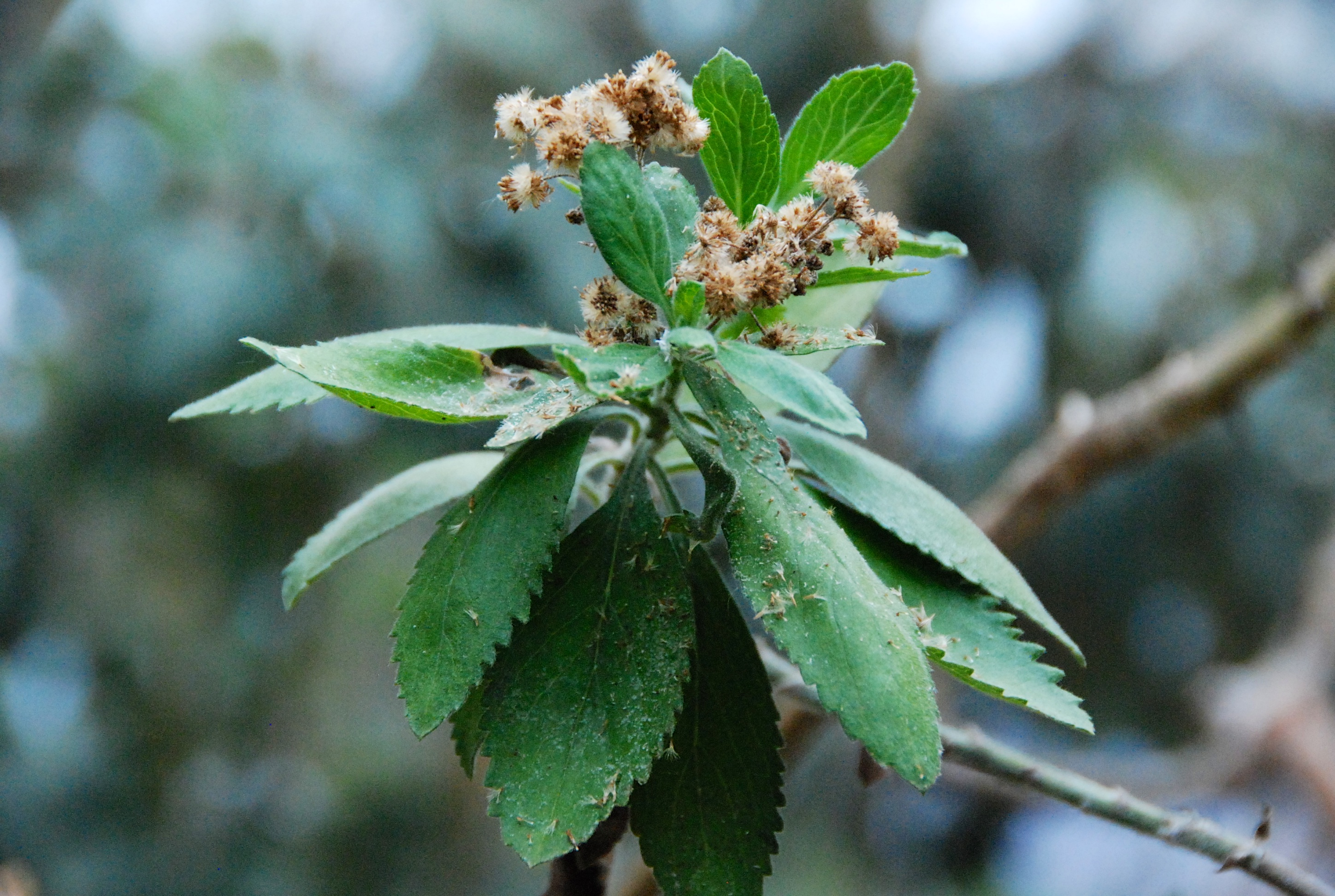
Psiadia rodriguesiana
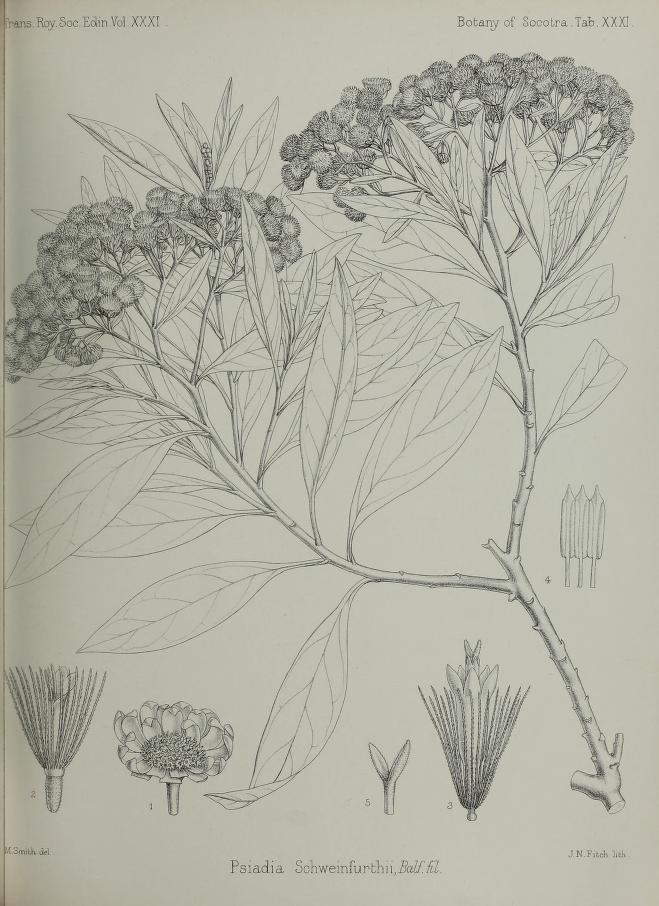
Psiadia schweinfurthii
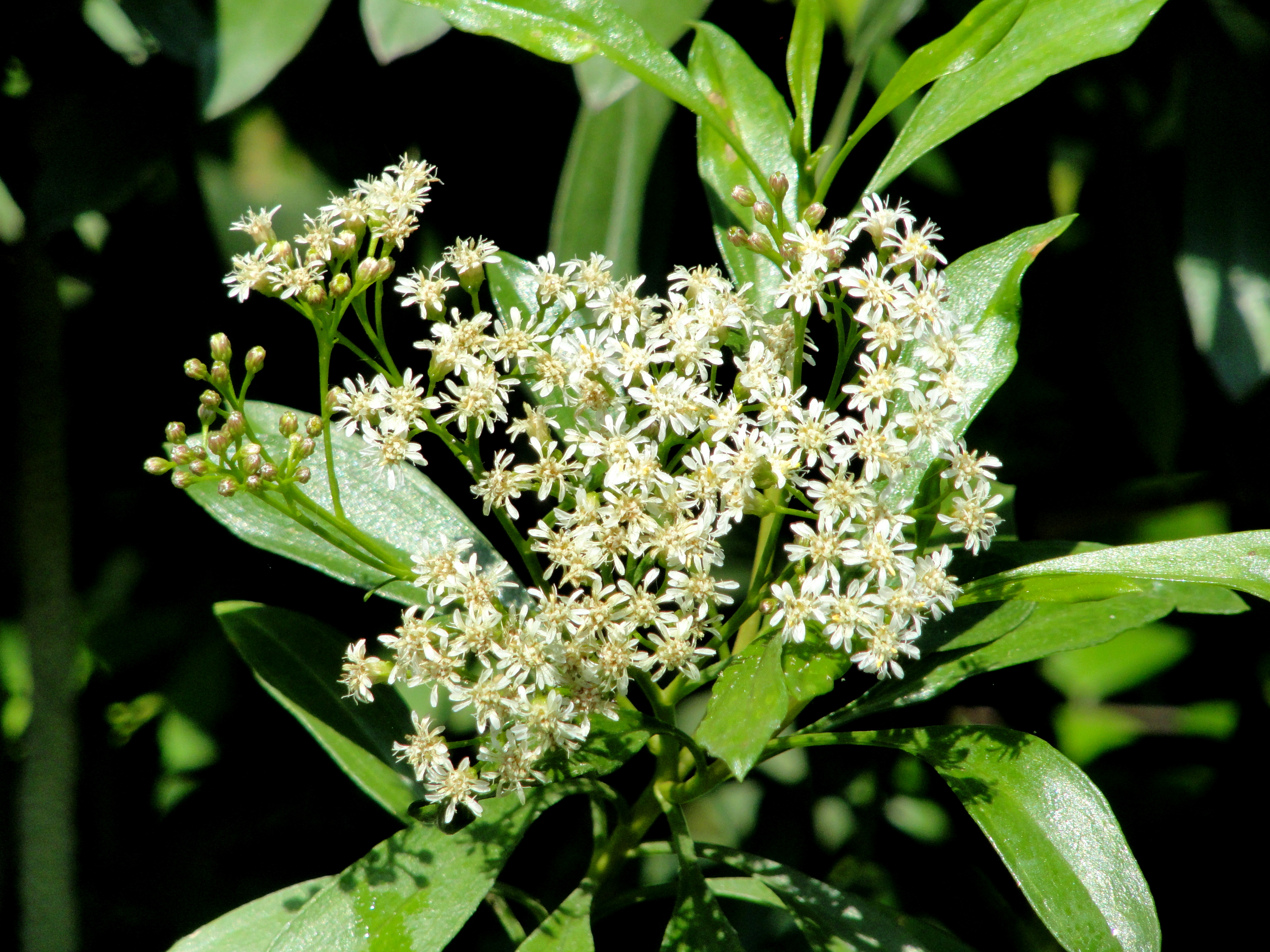
Psiadia viscosa

Nota: in base alle ultime ricerche molecolari di tipo filogenetico alcune specie di questo genere dovrebbero essere trasferite alla sottotribù Eschenbachiinae G.L.Nesom, 2020:
- Psiadia amygdalina Cordem.
- Psiadia anchusifolia Cordem.
- Psiadia argentea Cordem.
- Psiadia aspera Cordem.
- Psiadia boivinii B.L.Rob.
- Psiadia callocephala Cordem.
- Psiadia insignis Cordem.
- Psiadia laurifolia Cordem.
- Psiadia montana (Cordem.) Cordem.
- Psiadia rivalsii A.J.Scott
- Psiadia salaziana Cordem.
- Psiadia sericea Cordem.

### Sinonimi
Sono elencati alcuni sinonimi per questa entità:
- Alix Comm. ex DC.
- Elphegea  Less.
- Frappieria  Cordem.
- Glycyderas  Cass.
- Glyphia  Cass.
- Henricia  Cass.
- Psiadiella  Humbert